# Vivi Täckholm
Vivi Laurent-Täckholm (7 de gener del 1898 - 3 de maig de 1978) fou una professora, botànica, escriptora sueca, que va treballar a Egipte, i va ser escriptora de literatura infantil amb El Senyor de Snipp, Snapp, Snorum.

## Biografia
Va estudiar botànica a la Universitat d'Estocolm. Es va graduar l'any 1921, i va viatjar als EUA. Es guanyava la vida mitjançant l'adopció de diversos treballs. Més tard es casaria amb el professor Gunnar Täckholm. I es van traslladar a Egipte, començant a treballar en la Flora d'Egipte. Durant la primera guerra mundial va treballar en la revista Husmodern d'Estocolm; i després de la guerra van retornar a Egipte.
Vivi Täckholm va morir en un accident de circulació, a Suècia, i està sepultada en el Uppsala gamla kyrkogård o Cementiri Vell.

## Algunes publicacions

### Llibres
- Vivis resa (Viatges de Vivi). Un any com a empleada domèstica entre Nova York i San Francisco, 1923
- Vivis resa II (Viatges de Vivi II). Des de Saltsjöbaden fins al Pacífic, 1924
- Sagan om Snipp, Snapp, Snorum (El Senyor del Snipp, Snapp, Snorum) (1926)
- En skolflicka berättar (Una nena diu), 1927
- Katt: en kärlekssaga berättad och tecknad (una història d'amor narrada i animada), 1936
- Som husmor i Egypten (Com un mestressa de casa a Egipte), 1937
- Bättre än svarta börsen (Millor que al mercat negre): Vivi berättar hur hon lever gott och riktigt på kupongerna (Vivi explica com està vivint una bona i adequada atenció sobre els cupons). Utg. av Husmodern. [Receptes de Capucine. Va il·lustrar-lo Gunila Stierngranat], 1942
- Husmoderns blomsterlexikon (Diccionari de flors per a mestresses de casa), v. I i II, 1946
- Hemmet blommar, en liten handbok i krukväxtodling (Flors a casa, un petit manual en el cultiu de plantes en test), 1949
- Faraos blomster: En kulturhistorisk-botanisk skildring af livet i det gamle Ægypten (Flores del Faraó: Una representació cultural botànica de la vida en l'antic Egipte) 1952
- Våra hav: En bok för stora och små (Els nostres oceans: un llibre d'imatges grans i petites), de Veronica Leo, 1978
- Öknen blommar (Florir el desert), 1969
- 'Lillans resa till månen: En saga för stora och små, bilder av Veronica Leo, 1976
- Egypten i närbild, 1964
- Sagans minareter: En bok om islam, 1971
- Levande forntid: Strövtåg i Kairomuseet, 1967
- Egyptisk vardag (Diari egipci), 1966
- Faraos barn: Kopterna i Egypten (Els nens del Faraó: els coptos a Egipte), 1965

- vivi Täckholm, mohammed Drar. 1974. Students' flora of Egypt, v. 1. Cairo University Herbarium Publication 5. 2ª ed. de Cairo Univ. Press.

- ---------------------, -----------------------, gunnar vilhelm Täckholm. 1973. Flora of Egypt...: cyperaceae, juncaceae.... Angiospermae, part monocotyledones, v. 2. Editor Otto Koelts Antiquariat, 547 p.

- ---------------------. 1969. Alfred Kaiser's Sinai-herbarium. Nº 2 de Publication, Cairo Jāmiʻat al Qāhirah. Editor Herbarium, Botany Dept. Faculty of Sci. Cairo Univ. 181 p.

- ---------------------, -----------------------, ---------------------------------------. 1950. Flora of Egypt, v. 2, Nº 17 de Bull. Cairo Jāmi'at al Qāhira. Editor Fouad I Univ. 332 pp.

- ---------------------, -----------------------, ---------------------------------------. 1941. Flora of Egypt. 1: Pteridophyta, Gymnospermae and Angiospermae, part Monocotyledones: Typhaceae - Gramineae, v. 1 y 17 de Bull. of the Faculty of Science. Editor Fouad I Univ. 574 pp.

## Honors

### Epónims
- (Rosaceae) Rosa tackholmii Hurst[1]